# 아우구스트 헤르만 프랑케

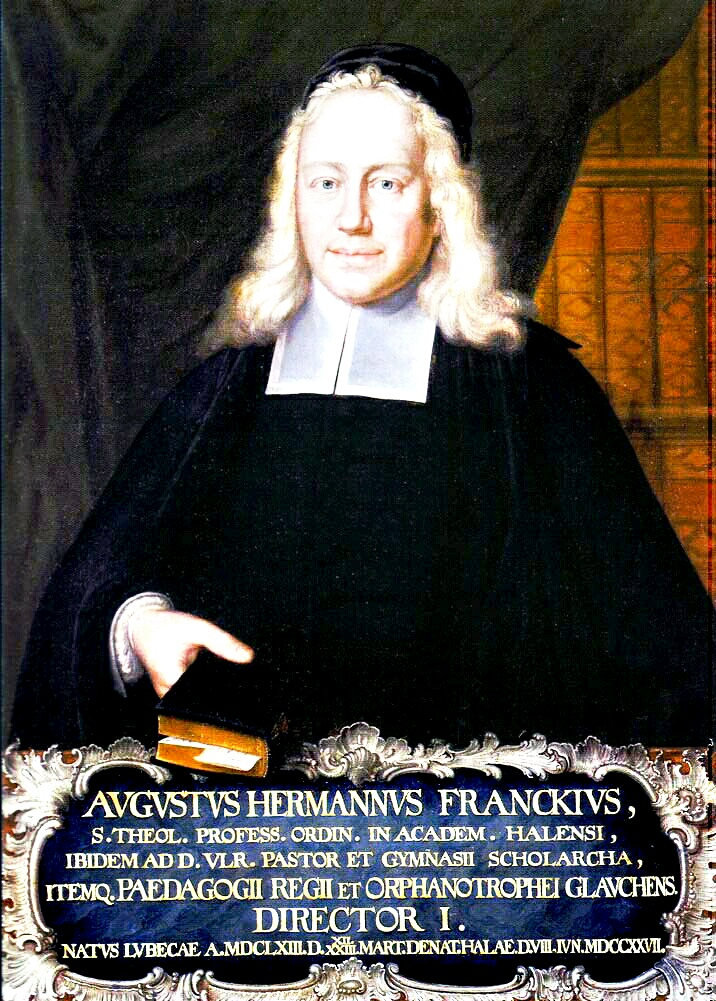
아우구스트 헤르만 프랑케

아우구스트 헤르만 프랑케(독일어: August Hermann Francke, 1663년 3월 22일 ~ 1727년 6월 8일)는 독일 루터교 성직자, 신학자, 자선가, 성경 학자였다. 복음주의적 열정과 경건함으로 인해 그는 드레스덴과 라이프치히 대학교에서 강사로, 에르푸르트에서 집사로 퇴학당했다. 1691년에는 할레 대학교에서 소외된 어린이들의 교육에 전념하기 위해 보육원, 라틴 학교, 독일 학교(또는 부르거 학교), 최초의 개신교 고등학교인 기네세움, 교사 양성 신학교를 설립했다. 프랑케의 학교는 이후 독일 교육에 큰 영향을 미친 프로토타입을 제공했다.